# 35370 Daisakyu
35370 Daisakyu è un asteroide della fascia principale. Scoperto nel 1997, presenta un'orbita caratterizzata da un semiasse maggiore pari a 2,2621388 UA e da un'eccentricità di 0,1523391, inclinata di 3,52643° rispetto all'eclittica.